# Percy Jackson (szereplő)
Perseus "Percy" Jackson Rick Riordan Percy Jackson és az olimposziak sorozat címadó szereplője és narrátora. Ő a hét főszereplő egyike, a Az Olimposz hősei könyvsorozatban, és szerepelt a Az elveszett hős-ön kívül az összes könyvben. Szerepel az Apollón próbái könyvsorozatban is. Narrátorként és főszereplőként benne volt Riordan görög-római/egyiptomi történetében, mely a Félvérek és mágusok részeként jött létre.  A szereplő a Percy Jackson és a görög istenek, Percy Jackson görög hősei és a Percy Jackson Félvér akták művekben is, melyek szintén, Rick Riordan írásai.
Percy Jacksont Logan Lerman alakította a regények filmes adaptációiban, Chris McCarrell a musicalben és Walker Scobell a TV-sorozatban.

## Az első könyvben
A bentlakásos iskolába járó New York-i fiatalt, 12 éves korában ismerjük meg. Ekkor tudja meg, hogy a görög mitológia máig létezik, és a központja elvándorolt, szülővárosába. Miután fény derül rejtett képességeire, és apja valós kilétére, fenekestül felfordul élete. Egy veszélyes küldetésre kell mennie, hogy megóvja apa, Poszeidón, becsületét, és hogy ne következzen be az eddigi legpusztítóbb háború amit az emberiség valaha látott. Szerencséjére, vele tart  az eszes Annabeth Chase, és legjobb barátja Grover Underwood, akiről kiderül, hogy félig kecske.